# Спіллвілл (Айова)
Спіллвілл (англ. Spillville) — місто (англ. city) в США, в окрузі Віннешік штату Айова. Населення — 385 осіб (2020).

## Географія
Спіллвілл розташований за координатами 43°12′10″ пн. ш. 91°57′8″ зх. д. / 43.20278° пн. ш. 91.95222° зх. д. (43.202841, -91.952212).  За даними Бюро перепису населення США в 2010 році місто мало площу 1,11 км², з яких 1,09 км² — суходіл та 0,02 км² — водойми.

## Демографія
Згідно з переписом 2010 року, у місті мешкало 367 осіб у 168 домогосподарствах у складі 96 родин. Густота населення становила 329 осіб/км².  Було 182 помешкання (163/км²).
Расовий склад населення:
| - 96,5 % — білих - 0,3 % — корінних американців - 0,3 % — чорних або афроамериканців - 3,0 % — осіб інших рас |

До двох чи більше рас належало 0,0 %. Частка іспаномовних становила 3,3 % від усіх жителів.
За віковим діапазоном населення розподілялося таким чином: 22,3 % — особи молодші 18 років, 52,6 % — особи у віці 18—64 років, 25,1 % — особи у віці 65 років та старші. Медіана віку мешканця становила 42,8 року. На 100 осіб жіночої статі у місті припадало 102,8 чоловіків;  на 100 жінок у віці від 18 років та старших — 102,1 чоловіків також старших 18 років.
Середній дохід на одне домашнє господарство  становив 49 785 доларів США (медіана — 38 438), а середній дохід на одну сім'ю — 69 716 доларів (медіана — 61 406). Медіана доходів становила 42 708 доларів для чоловіків та 31 944 долари для жінок. За межею бідності перебувало 7,6 % осіб, у тому числі 5,2 % дітей у віці до 18 років та 15,0 % осіб у віці 65 років та старших.
Цивільне працевлаштоване населення становило 203 особи. Основні галузі зайнятості: освіта, охорона здоров'я та соціальна допомога — 21,2 %, роздрібна торгівля — 20,2 %, виробництво — 20,2 %.